# 冨貴
冨貴（ふき）は、愛知県知多郡武豊町の地名。

## 地理

### 交通
- 国道247号
- 愛知県道272号大谷富貴線
- 南知多道路
- 名鉄河和線・名鉄知多新線富貴駅

### 施設
- 武豊町立富貴小学校

### 字一覧
- 石田（いしだ）[WEB 5]
- 市場（いちば）[WEB 5]
- 稲荷（いなり）[WEB 5]
- 兎山（うさぎやま）[WEB 5]
- 後田（うしろだ）[WEB 5]
- 後田面（うしろだめん）[WEB 5]
- 薄里（うすざと）[WEB 5]
- 大谷道（おおたにみち）[WEB 5]
- 大塚（おおつか）[WEB 5]
- 海道（かいどう）[WEB 5]
- 影井（かげい）[WEB 5]
- 篭田（かごた）[WEB 5]
- 笠松（かさまつ）[WEB 5]
- 上石神（かみいしがみ）[WEB 5]
- 上鐘鋳（かみかねい）[WEB 5]
- 上椎ノ木（かみしいのき）[WEB 5]
- 上別曽（かみべつそ）[WEB 5]
- 唐木（からき）[WEB 5]
- カル田（かるた）[WEB 5]
- 外面（がいめん）[WEB 5]
- 北側（きたがわ）[WEB 5]
- 北曽原（きたそはら）[WEB 5]
- 久原（くばら）[WEB 5]
- 黒山（くろやま）[WEB 5]
- 小桜（こざくら）[WEB 5]
- 郷北（ごうきた）[WEB 5]
- 郷南（ごうみなみ）[WEB 5]
- 五反田（ごたんだ）[WEB 5]
- 権兵衛新田（ごんべいしんでん）[WEB 5]
- 砂水（さみず）[WEB 5]
- 三反田（さんたんだ）[WEB 5]
- シッペイ（しっぺい）[WEB 5]
- 下石神（しもいしがみ）[WEB 5]
- 下鐘鋳（しもがねい）[WEB 5]
- 下別曽（しもべつそ）[WEB 5]
- 新薄里（しんうすざと）[WEB 5]
- 新砂（しんずな）[WEB 5]
- 新田（しんでん）[WEB 5]
- 新田前（しんでんまえ）[WEB 5]
- 新西側（しんにしがわ）[WEB 5]
- 外堀（そとぼり）[WEB 5]
- 外前田（そとまえだ）[WEB 5]
- 曽原（そはら）[WEB 5]
- 臓ノ内（ぞうのうち）[WEB 5]
- 高代（たかしろ）[WEB 5]
- 高城下（たかしろした）[WEB 5]
- 樽田（たるた）[WEB 5]
- 茶ノ木（ちやのき）[WEB 5]
- 寺後（てらうしろ）[WEB 5]
- 寺西（てらにし）[WEB 5]
- 寺東（てらひがし）[WEB 5]
- 樋口（といぐち）[WEB 5]
- 酉新田（とりしんでん）[WEB 5]
- 道兼（どうがね）[WEB 5]
- 道廻間（どうはざま）[WEB 5]
- 中田（なかだ）[WEB 5]
- 中根（なかね）[WEB 5]
- 中道（なかみち）[WEB 5]
- 中割（なかわり）[WEB 5]
- 西側（にしがわ）[WEB 5]
- 西畑（にしばた）[WEB 5]
- 西迎（にしむかえ）[WEB 5]
- 林平井（はやしひらい）[WEB 5]
- 東椎ノ木（ひがししいのき）[WEB 5]
- 東門（ひがしもん）[WEB 5]
- 深谷（ふかや）[WEB 5]
- 細池（ほそいけ）[WEB 5]
- 前田（まえだ）[WEB 5]
- 前田側（まえだがわ）[WEB 5]
- 前畑（まえはた）[WEB 5]
- 丸山（まるやま）[WEB 5]
- 南側（みなみがわ）[WEB 5]
- 南新川（みなみしんかわ）[WEB 5]
- 南曽原（みなみそはら）[WEB 5]
- 宮前（みやまえ）[WEB 5]
- 森東（もりひがし）[WEB 5]
- 森万新田（もりまんしんでん）[WEB 5]
- 森南（もりみなみ）[WEB 5]
- 山崎（やまざき）[WEB 5]

## 歴史

### 沿革
- 江戸時代 - 尾張国知多郡冨貴村として所在[1]。尾張藩鳴海代官所支配[1]。
- 1878年（明治11年） - 三芳村の一部となる[1]。
- 1883年（明治16年） - 三芳村が冨貴村と東大高村に分裂[1]。旧冨貴村の大部分と旧市原村に相当する[1]。
- 1889年（明治22年） - 冨貴村および東大高村が合併し、新たな冨貴村が成立し、冨貴村大字冨貴となる[1]。
- 1954年（昭和29年） - 武豊町大字冨貴となる[1]。

### 人口の変遷
国勢調査による人口および世帯数の推移。
| 1995年（平成7年）  | 1548世帯 4708人 |  |
| 2000年（平成12年） | 1683世帯 4933人 |  |
| 2005年（平成17年） | 1892世帯 5358人 |  |
| 2010年（平成22年） | 1990世帯 5527人 |  |
| 2015年（平成27年） | 2052世帯 5648人 |  |
| 2020年（令和2年）  | 2331世帯 5811人 |  |

### WEB
1. 1 2  総務省統計局 (2022年2月10日). “令和2年国勢調査の調査結果(e-Stat) - 男女別人口，外国人人口及び世帯数－町丁・字等” (CSV). 2023年8月2日閲覧。
2. ↑  “愛知県知多郡武豊町の町丁・字一覧”.   人口統計ラボ. 2024年7月25日閲覧。
3. ↑  “市外局番の一覧” (PDF).   総務省 (2022年3月1日). 2022年3月22日閲覧。
4. ↑  “ナンバープレートについて”.   一般社団法人愛知県自動車会議所. 2024年1月21日閲覧。
5. 1 2 3 4 5 6 7 8 9 10 11 12 13 14 15 16 17 18 19 20 21 22 23 24 25 26 27 28 29 30 31 32 33 34 35 36 37 38 39 40 41 42 43 44 45 46 47 48 49 50 51 52 53 54 55 56 57 58 59 60 61 62 63 64 65 66 67 68 69 70 71 72 73 74 75 76 77 78 79  “愛知県知多郡武豊町冨貴の住所一覧”.   ゼンリン. 2025年8月5日閲覧。
6. ↑  総務省統計局 (2014年3月28日). “平成7年国勢調査の調査結果(e-Stat) - 男女別人口及び世帯数 －町丁・字等” (CSV). 2021年7月20日閲覧。
7. ↑  総務省統計局 (2014年5月30日). “平成12年国勢調査の調査結果(e-Stat) - 男女別人口及び世帯数 －町丁・字等” (CSV). 2021年7月20日閲覧。
8. ↑  総務省統計局 (2014年6月27日). “平成17年国勢調査の調査結果(e-Stat) - 男女別人口及び世帯数 －町丁・字等” (CSV). 2021年7月21日閲覧。
9. ↑  総務省統計局 (2012年1月20日). “平成22年国勢調査の調査結果(e-Stat) - 男女別人口及び世帯数 －町丁・字等” (CSV). 2021年7月21日閲覧。
10. ↑  総務省統計局 (2017年1月27日). “平成27年国勢調査の調査結果(e-Stat) - 男女別人口及び世帯数 －町丁・字等” (CSV). 2021年7月21日閲覧。

### 書籍
1. 1 2 3 4 5 6 7  「角川日本地名大辞典」編纂委員会 1989, p. 1158.